# Дача (Ботошань)
Дача (рум. Dacia) — село у повіті Ботошані в Румунії. Входить до складу комуни Нікшень.
Село розташоване на відстані 381 км на північ від Бухареста, 10 км на північ від Ботошань, 101 км на північний захід від Ясс.

## Населення
За даними перепису населення 2002 року у селі проживала 171 особа, усі — румуни. Усі жителі села рідною мовою назвали румунську.